# Pablo Gaglianone
Pablo Daniel Gaglianone De León  (Montevideo, Uruguay, 25 de abril de 1976) es un exfutbolista uruguayo que jugaba como mediocampista.
Actualmente está sin equipo.
El 22 de marzo de 2016 tras la cesión de Luis González al frente del plantel principal de Danubio; asume interinamente al frente del plantel principal de Danubio

## Clubes
| Club                | País     | Año         |
| ------------------- | -------- | ----------- |
| River Plate         | Uruguay  | 1995-1998   |
| Torino              | Italia   | 1999        |
| Deportivo Maldonado | Uruguay  | 2000        |
| Colo-Colo           | Chile    | 2000        |
| Danubio             | Uruguay  | 2001        |
| Peñarol             | Uruguay  | 2002        |
| Olimpia             | Paraguay | 2003        |
| Liverpool           | Uruguay  | 2004        |
| Peñarol             | Uruguay  | 2005        |
| Once Caldas         | Colombia | 2006        |
| Rampla Juniors      | Uruguay  | 2007        |
| Defensor Sporting   | Uruguay  | 2007 - 2010 |
| River Plate         | Uruguay  | 2010        |

## Palmarés
| Título                | Club              | País     | Año     |
| --------------------- | ----------------- | -------- | ------- |
| Campeonato Apertura   | Danubio           | Uruguay  | 2001    |
| Torneo Clasificatorio | Peñarol           | Uruguay  | 2002    |
| Recopa Sudamericana   | Olimpia           | Paraguay | 2003    |
| Campeonato Apertura   | Defensor Sporting | Uruguay  | 2007    |
| Primera División      | Defensor Sporting | Uruguay  | 2007-08 |
| Campeonato Clausura   | Defensor Sporting | Uruguay  | 2009    |
| Torneo Preparación    | River Plate       | Uruguay  | 2011    |